# لويز جوشيكين
لويز جوشيكن (8 مايو 1950 - 13 سبتمبر 2013) كان زعيمًا نقابيًا وسياسيًا برازيليًا. شغل سابقًا منصب رئيس مكتب الاتصالات الاجتماعية في إدارة لويس إيناسيو لولا دا سيلفا، وهو منصب برتبة وزير. وكان من الجيل الثاني لليابانيين البرازيليين، حيث كان والديه من الريوكيو في أوكيناوا.
في شبابه، كان لويز جوشيكن من أنصار حزب أو ترابلهو، وهو حزب مرتبط بالمنظمة الشيوعية الأممية الفرنسية. انفصل عن هذا التيار الدولي ليعمل بشكل وثيق مع لولا في حزب العمال. عمل في بنك بانيسبا وكان مرتبطًا بالنقابات. تم انتخابه نائبا في الكونغرس ثلاث مرات، من عام 1987 إلى عام 1998، كما كان منسقًا للحملات الرئاسية للولا في عامي 1989 و1998.

## حياته
وُلِد لويز جوشيكن في بلدة أوزفالدو كروز الصغيرة (في بريزيدنتي برودينتي)، وكان الابن الأول لسبعة أطفال  للمصور وعازف الكمان شوي وسيتسو جوشيكن، المهاجرين اليابانيين من أوكيناوا. انتقل وهو لا يزال شابًا إلى مدينة ساو باولو، حيث عاش في ضاحية براس في المدينة وبدأ العمل كموظف بنك في بنك ولاية ساو باولو (بانيسبا)، حيث بقي حتى عام 1999.

## المسيرة السياسية
بدأ لويز جوشيكن حياته السياسية كزعيم نقابي وشارك بشكل مكثف في إضرابات الثمانينيات أثناء الدكتاتورية العسكرية في البرازيل. كان رئيسًا لاتحاد مصرفيي ساو باولو من عام 1984 إلى عام 1986، وتم القبض عليه أربع مرات من قبل إدارة النظام السياسي والاجتماعي التابعة للنظام العسكري. كان أيضًا أحد مؤسسي حزب العمال البرازيلي ومركز العمال الموحد، بالإضافة إلى كونه أحد قادته. شغل منصب الرئيس الوطني لحزب العمال من عام 1988 إلى عام1990.
كان لويز جوشيكن عضوًا في مجلس نواب البرازيل (نائبًا فيدراليًا) لثلاث فترات برلمانية متتالية، بما في ذلك الجمعية التأسيسية البرازيلية عام 1988، حيث شغل هذا المنصب من عام 1987 حتى عام 1999. كما كان منسق الحملة الرئاسية للرئيس لولا في عامي 1989 و1998. بالإضافة إلى ذلك، شغل منصب رئيس أمانة الاتصالات الاجتماعية، وهي جزء من رئاسة البرازيل، حيث كان له دور في تعزيز التواصل الحكومي والإعلامي.
في عام 2005، تم اتهام لويز جوشيكين في دعاوى قضائية في محكمة الحسابات التابعة للاتحاد وفي المحكمة الفيدرالية العليا، حيث دافع عن نفسه ضد تلك التهم. نتيجة لهذه القضايا، غادر وزارة الاتصالات، مما أدى إلى فقدان منصبه كوزير، وتولى منصب رئيس مركز الشؤون الاستراتيجية. في عام 2006، بعد فترة وجيزة من إعادة انتخاب لولا، قرر جوشيكين مغادرة الحكومة بشكل دائم.
كزعيم نقابي، دافع لويز جوشيكين عن صناديق التقاعد ضد الخسائر التي تسببت فيها الاتفاقات مع شركة دانييل دانتاس لإدارة الأصول (بانكو أوبورتيونيتي). كان له دور بارز في الدفاع عن صندوق معاشات العاملين في بنك البرازيل، خاصة أثناء عمليات الخصخصة التي روجت لها إدارة فرناندو هنريك كاردوسو. في تلك الفترة، تم استخدام الصندوق لدمج اتحادات الشركات الأجنبية في مزادات قطاعات مثل الحديد والكهرباء والهاتف.
لويز جوشيكين كان هدفًا لحملات إعلامية شديدة، حيث تعرض لاتهامات متكررة تتعلق باستخدام أموال وزارة الاتصالات، على الرغم من أنه لم يتم إثبات أي من هذه الاتهامات. بعد مغادرته منصبه، تعرض منزله لعدة هجمات. كما تم إدراجه بشكل خاطئ في الدعوى الجنائية (فضيحة مينسالاو) من قبل المدعي العام آنذاك، أنطونيو فرناندو دي سوزا. ويُعتقد أن هذا حدث بسبب فوز المدعي العام بعقد ضخم لشركة برازيل تيليكوم، التي كانت تسيطر عليها دانييل دانتاس، والتي كانت قد دخلت في شراكة مع إنشاء شركة أوي تيليمار.

## فضيحة مينسالاو
اتُهم غوشيكين بالتورط في فضيحة الأموال مقابل الأصوات، والمعروفة بفضيحة مينسالاو، وبعد ذلك تم تخفيض رتبته وترك الحكومة بعد فترة قصيرة. وفي وقت لاحق، تمت تبرئته من جميع التهم الموجهة إليه في الدعوى الجنائية، وذلك في حكم أصدرته المحكمة الفيدرالية العليا في عام 2012، لعدم وجود أدلة على دوره في الفضيحة. فيما بعد، علق وزير المحكمة الفيدرالية العليا السابق خوسيه ديرسيو بأن اتهام غوشيكين كان "أحد المظالم الكبرى في [فضيحة مينسالاو]" و"دون أي اعتبار لافتراض البراءة". ورغم ذلك، لم تكن الصحافة أقل قسوة في حملتها التي لا هوادة فيها ضد جميع من وُجهت إليهم الاتهامات في الفضيحة، ولم تقدم أي اعتذار رسمي عن الاستنتاجات المتهورة والخاطئة التي توصل إليها المراسلون.

## موته
توفي غوشيكين في 13 أيلول 2013، عن عمر يناهز 63 عامًا، أثناء دخوله مستشفى سيريو ليبانيس في حالة حرجة، بسبب سرطان المعدة الذي كان يعاني منه منذ عام 2002. أثناء علاجه من مرضه، أمضى غوشيكين معظم وقته في منزله الريفي في إنداياتوبا (أو تشاكارا)، في شمال ولاية ساو باولو. كان يغادر موطنه الأصلي كل أسبوعين فقط لتلقي العلاج الكيميائي.
كان بوذيًا سابقًا وروزيكروشيًا وأومبانديًا، كما كان ملتزمًا بمعتقدات الكابالا والبوذية الزن، حتى أنه حافظ على اتصال وثيق بالدين البهائي طوال حياته (الذي كان أفراد عائلته من أتباعه لسنوات عديدة). قبل وفاته، أعلن نفسه رسميًا بهائيًا، وتم دفن جثمانه في جنازة بهائية في مقبرة ريدينتور في ساو باولو في 14 أيلول 2013.

## الروابط الخارجية
- لويز جوشيكن، نائب فيدرالي - مجلس النواب

| المناصب السياسية         | المناصب السياسية | المناصب السياسية |
| ------------------------ | ---------------- | ---------------- |
| سبقه                     | '                | تبعه             |
| المناصب الحزبية السياسية |                  |                  |
| سبقه                     | '                | تبعه             |